# Ponta Sommeiller
A Ponta Sommeiller (em francês:  Pointe Sommeiller) é uma montanha de 3 333 m no Maciço do Monte Cenis e que faz de fronteira França-Itália entre o Ródano-Alpes (FR) e o Piemonte (IT).
A Ponta Sommeiller é uma divisória de águas  entre o Mar Adriático e o Mar Mediterrâneo.